# Veliki kitajski požarni zid
Veliki kitajski požarni zid je obsežen večnivojski  sistem internetnega nadzora na Kitajskem.
Leto 1998 je bilo na Kitajskem prelomno leto s področja interneta. Ministrstvo za javno varnost je oblikoval urad za informacijsko varnost in nadzor. Na podlagi tega je bilo ustanovljeno Ministrstvo za informacijsko industrijo, njegova dolžnost pa je bila urejanje proizvodnje informacijskih produktov na Kitajskem. Kljub temu je bila Kitajska še vedno tehnološko odvisna od tuje IT industrije. Leto 1998 je tudi začetek gradnje projekta Zlati ščit in z njim povezanega Velikega kitajskega požarnega zidu. Veliki kitajski požarni zid predstavlja obsežen sistem internetnega nadzora, zaščite in cenzure, ki je dinamičen in se odvija na večjih nivojih. Vsi podatki o celotnem sistemu Velikega kitajskega požarnega zidu ni dostopnih, večino informacij o njem vemo na podlagi raziskovalnih eksperimentov tujih novinarjev in inštitutov. Gradnja Zlatega ščita in Velikega kitajskega požarnega zidu je potekala s pomočjo teoretske in tehnične podpore iz strani predvsem ameriških podjetij (IBM,General Electric), saj Američani vidijo veliko potenciala v kitajskem informacijskem trgu. Veliki kitajski požarni zid je bil ustanovljen z namenom vzpostavitve sistema, ki naj bi policiji olajšal opravljanje dela. 
Zlati ščit lahko razumemo kot ogromen konvergenčni, nadzorovalni, varnostni in cenzurni projekt, katerega končni cilj je sestaviti enovito, obsežno bazo podatkov o vseh državljanih Republike Kitajske. Eden od ciljev projekta Zlati ščit je namreč tudi uporaba najnovejše tehnologije za spremljanje ljudi. To bi dosegli preko CCTV kamer, informacijskega in medijskega nadzora, tradicionalnih birokratskih podatkov, pametnih osebnih izkaznic ter drugih metod. Njegov cilj je tudi nadzor nad najpomembnejšimi medijskimi hišami tega tisočletja.  Prav tako je cilj Zlatega ščita narediti zaprt potrošniški prostor, v katerem se bodo lahko izolirali od zahodnega potrošniškega sveta, z namenom zaščite kitajskega prebivalstva pred okužbami demokracije.
Veliki zid danes skrbi za filtriranje prometa (DNS, URL in paketno), blokiranje določenih IP naslovov, DNS poisoning, ipd., država pa je zaposlila tudi tisoče internetnih policistov, ki bdijo nad forumi, blogi in drugimi objavami. “Kritične” objave na najbolj obiskanih spletnih mestih so izbrisane v roku nekaj minut.
Organizirano cenzuriranje se je začelo pred kratkim. Leta 2005 je Kitajska nabavila več kot 200 Cisco usmerjevalnikov (routerjev) in drugo opremo, ki omogoča napredene pristope k nadziranju in usmerjanju internetnega prometa. 
Zaradi strahu pred kriminalom, uličnimi tolpami in teroristi je veliko ljudi pripravljeno žrtvovati zasebnost na račun večje varnosti. Biometrija je že del potnih listov, v katerih so oznake RFID. Manjka še sistem, ki bi fotografijo naložil v policijsko bazo podatkov, ki bi bila hkrati povezana tudi z bazami z osebnimi podatki državljanov. To pa je prvi korak do množične baze podatke s podatki o posamezniku, po kateri je zelo preprosto iskati. Ko bo kitajski projekt Zlati ščit zaključen, bo imel v bazi fotografije večine Kitajcev. Korporacije, ki pomagajo Kitajcem pri projektu, pa tudi že lobirajo pri svojih vladah, da bi zaradi večje varnostni nekaj podobnega lahko naredili tudi v zahodnih državah.
Ni pa rečeno, da bo Zlati ščit omejen le na Kitajsko. Integracija kamer z internetom, pametnimi telefoni, programi za prepoznavo oseb, GPS-sledenje, vse, kar so preizkusili v projektu, bodo uporabili povsod po Kitajskem, lahko pa, da tudi drugje po svetu. 